# My Best Friend’s Girl
My Best Friend's Girl (с англ. — «Девушка Моего Лучшего Друга») — второй сингл американской рок-группы The Cars с альбома The Cars, вышедший 10 октября 1978 года на лейбле Elektra Records.
Песня была написана и спета Риком Окасеком как песня о чём-то, что «вероятно... случалось со многими людьми», песня имела успех на радио в качестве демо-версии в 1977 году. Спродюсированная Ройем Томасом Бейкером, была выпущена в качестве второго сингла с альбома. Сингл достиг 35-го места в американском чарте Billboard Hot 100 и третьего места в Великобритании. С тех пор она была положительно воспринята критиками и включена в сборники альбомов группы.

## О сингле
Песня "My Best Friend's Girl" была написана Риком Окасеком для одноимённого дебютного альбома The Cars. Позже Окасек сказал, что текст песни не был вдохновлён каким-либо личным инцидентом, сказав: "Ничего в этой песне не случилось со мной лично. Я просто подумал, что кража девушки, вероятно, случалась со многими людьми". Окасек также сказал, что слова для припева были запоздалой мыслью, сказав: "В какой-то момент я понял, что в моих текстах нет слов "Девушка моего лучшего друга". Так что я вытащил текст, который кто-то напечатал, и добавил припев на полях ручкой: 'Она девушка моего лучшего друга / Она девушка моего лучшего друга / Но раньше она была моей'".
Песня впервые появилась в 1977 году на бостонских радиостанциях WCOZ и WBCN с упомянутой демо-кассеты вместе с "Just What I Needed". Диджей Максанн Сартори, которой Рик Окасек подарил кассеты с этими песнями, вспоминала: "Я начала проигрывать демо-версии "Just What I Needed" и "My Best Friend's Girl" в марте во время моего рабочего дня, с 2 до 6 часов вечера, звонки сыпались с положительными комментариями". Вскоре после этого она стала одной из самых востребованных песен радиостанций.

## Композиция
"My Best Friend's Girl" начинается с аккордов в нижнем регистре гитары, двухтактной прогрессии, переходящей от I к IV к V в тональности Фа. Хлопки в ладоши начинаются в пятом такте, а после восьмитактного вступления (после нисходящих звуков синтезатора из Syndrums Дэвида Робинсона), первый куплет начинается с вокала Рика Окасека поверх соло-гитарного лика в тональности Фа. В первом припеве появляется электронное пианино (Yamaha CP-30), за которым следует гитарный лик в стиле рокабилли, который ведёт ко второму куплету. Песня написана в контрастной форме куплета и припева. Первоначально песня была написана и записана в ми мажоре, на один полутон ниже, затем вся мастер-запись была ускорена, чтобы поместить её в фа мажор. На многих живых выступлениях группа исполняет песню в Ми. Текст песни изображает разочарование мужчины в женщине, которая встречается с его лучшим другом после того, как мужчина встречался с ней. Рассказчик хладнокровно отмечает: "Она девушка моего лучшего друга, но раньше она была моей".

## Выпуск
Выпущенный в октябре 1978 года, "My Best Friend's Girl" вошел в американский чарт синглов Billboard Hot 100 за неделю, закончившуюся 21 октября. В декабре он достиг 35-го места в чартах. Кроме того, песня достигла 40-го места в Dutch Top 40, 55-го места в Канаде и 67-го места в Австралии. Песня добилась наивысшей позиции в чартах в карьере группы, будучи британским синглом, достигнув третьего места в чартах в ноябре 1978 года. Сингл стал первым Picture disc-ом, коммерчески доступным в Великобритании.
"My Best Friend's Girl" была включена в саундтрек к фильму Через край (1979), и песня появляется на многочисленных сборниках, таких как Greatest Hits группы (1985), Just What I Needed: The Cars Anthology (1995) и Complete Greatest Hits (2002). Концертная версия песни The New Cars появилась на их дебютном альбоме It's Alive! (2006). Песня была написана в конце 1976 - начале 1977 года, когда была сделана ещё одна успешная демо-версия песни, например "Just What I Needed"

## Приём
Музыкальные критики дали песне в целом благоприятные отзывы. Журнал Billboard описал песню как "мелодичный молодёжный рокер", который использует "запоминающиеся хлопки в ладоши", чтобы создать ощущение песни начала 1960-х годов. Cashbox сказали, что "гитарная работа является производной, но энтузиазм освежает", и похвалил вокал и игру на органе. Дональд А. Гуариско из AllMusic назвал песню "одной из классик каталога The Cars", а писатель Rolling Stone Кит Рахлис назвал её замечательной поп-песней. "My Best Friend's Girl" была признана 12-й лучшей песней 1978 года критиками Дэйвом Маршем и Кевином Стейном, а в 2003 году журнал Q назвал её одной из "1001 лучших песен всех времён". Некоторые критики отметили сходство стиля хитового сингла Fountains of Wayne 2003 года "Stacy's Mom" с этой песней.

## Список композиций

### США/Япония 7" Сингл
Слова и музыка всех песен — Рик Окасек, кроме указанных иначе.
| №  | Название                                                          | Основной вокал | Длительность |
| -- | ----------------------------------------------------------------- | -------------- | ------------ |
| 1. | «My Best Friend's Girl» (с англ. — «Девушка Моего Лучшего Друга») | Окасек         | 3:40         |

| №  | Название                                         | Основной вокал | Длительность |
| -- | ------------------------------------------------ | -------------- | ------------ |
| 1. | «Don’t Cha Stop» (с англ. — «Не Останавливайся») | Окасек         | 3:01         |

### Европа 7" Сингл
| №  | Название                                                          | Основной вокал | Длительность |
| -- | ----------------------------------------------------------------- | -------------- | ------------ |
| 1. | «My Best Friend's Girl» (с англ. — «Девушка Моего Лучшего Друга») | Окасек         | 3:44         |

| №  | Название                                           | Автор(ы)           | Основной вокал | Длительность |
| -- | -------------------------------------------------- | ------------------ | -------------- | ------------ |
| 1. | «Moving in Stereo» (с англ. — «Двигаюсь в Стерео») | Окасек, Грег Хоукс | Бенджамин Орр  | 5:15         |

## Участники записи
- Рик Окасек — ритм-гитара, бэк-вокал (Moving in Stereo), вокал (My Best Friend's Girl, Don’t Cha Stop)
- Бенджамин Орр — вокал (Moving in Stereo), бас-гитара, бэк-вокал (My Best Friend's Girl, Don’t Cha Stop)
- Эллиот Истон — соло-гитара, бэк-вокал
- Дэвид Робинсон — ударные, перкуссия
- Грег Хоукс — клавишные, бэк-вокал

## Чарты
| Чарт (1978–1979)                | Наивысшая позиция |
| ------------------------------- | ----------------- |
| Австралия (Kent Music Report)   | 67                |
| Канада (RPM Top Singles)        | 55                |
| Нидерланды (Dutch Top 40)       | 28                |
| Нидерланды (Single Top 100)     | 40                |
| Великобритания (OCC UK Singles) | 3                 |
| США (Billboard Hot 100)         | 35                |
| US Cash Box Top 100 Singles     | 44                |

| Чарт (1978)                     | Позиция |
| ------------------------------- | ------- |
| US (Joel Whitburn's Pop Annual) | 204     |